# Коваленко, Анатолий Яковлевич
Анатолий Яковлевич Коваленко (1919—2008) — капитан Советской Армии, участник Великой Отечественной войны, Герой Советского Союза (1945).

## Биография
Анатолий Коваленко родился 23 января 1919 года в деревне Якимовка (ныне — Речицкий район Гомельской области Белоруссии). После окончания школы-семилетки и автомобильного техникума работал автомехаником на автобазе в посёлке Талица Свердловской области. В августе 1939 года Коваленко был призван на службу в Рабоче-крестьянскую Красную Армию. В 1940 году он окончил Харьковское военное авиационное училище. С июня 1941 года — на фронтах Великой Отечественной войны. Принимал участие в боях на Южном, Северо-Кавказском, Закавказском, Ленинградском, 3-м и 2-м Прибалтийском, 1-м Белорусском фронтах. 19 ноября 1942 года был подбит и сел на вынужденную посадку, при этом погибли все члены экипажа, кроме Коваленко.
К ноябрю 1944 года старший лейтенант Анатолий Коваленко был старшим лётчиком-наблюдателем 742-го отдельного разведывательного авиаполка 14-й воздушной армии 2-го Прибалтийского фронта. К тому времени он совершил 160 боевых вылетов на разведку и бомбардировку скоплений боевой техники и живой силы противника, нанеся ему большие потери.
Указом Президиума Верховного Совета СССР от 23 февраля 1945 года за «образцовое выполнение заданий командования и проявленные при этом мужество и героизм» старший лейтенант Анатолий Коваленко был удостоен высокого звания Героя Советского Союза с вручением ордена Ленина и медали «Золотая Звезда» за номером 7387.
Всего же за время своего участия в боях Коваленко совершил 173 боевых вылета, был сбит в общей сложности 7 раз, 2 раза получал ранения. В 1946 году в звании капитана он был уволен в запас. Проживал и работал в Херсоне. В 1951 году Коваленко окончил Одесский педагогический институт. Скончался 8 февраля 2008 года, похоронен в Херсоне.
Был также награждён орденами Красного Знамени и Отечественной войны 1-й степени, двумя орденами Красной Звезды, рядом медалей.

## Память
На главном корпусе Южноукраинского национального педагогического университета имени К. Д. Ушинского (бывшего Педагогического техникума), в котором учился А. Я. Коваленко В. С. Моргуненко, установлена мемориальная доска в память о нём и двух выпускниках-Героях Советского Союза В. П. Мусине и В. С. Моргуненко.
В деревне Якимовка в Гомеле улица названа в честь героя, висит доска, на которой написано имя и дата жизни Анатолия.